# Tupaia esvelta
La tupaia esvelta (Tupaia gracilis) és una espècie de tupaia de la família dels tupàids. És originària d'Indonèsia i Malàisia.